# Ayakashi: Japanese Classic Horror
Ayakashi: Japanese Classic Horror (怪 〜ayakashi〜 Japanese Classic Horror?) è una serie televisiva anime di genere horror prodotta da Toei Animation.
Andata in onda tra gennaio e marzo 2006, è una serie antologica di 11 episodi: i primi 4 sono un adattamento del classico del kabuki Yotsuya Kaidan, i successivi 4 adattano l'opera teatrale Tenshu Monogatari di Kyōka Izumi, mentre gli ultimi 3 sono tratti da una storia originale creata per l'anime, basata sul mito del bakeneko.
Una serie anime spin-off incentrata sul venditore di farmaci degli ultimi tre episodi, intitolata Mononoke, è andata in onda nel 2007 per dodici episodi.

## Distribuzione
La serie è stata trasmessa dal 12 gennaio al 23 marzo 2006 su Fuji TV come parte del contenitore noitaminA.
In Nordamerica la licenza della serie è stata inizialmente acquistata da Geneon Entertainment e distribuita col titolo Ayakashi: Samurai Horror Tales in 3 DVD nel 2007. Discotek Media ha acquisito la licenza nel maggio 2019, distribuendo la serie in Blu-ray il 29 ottobre dello stesso anno.
In Italia gli ultimi tre episodi della serie vennero proiettati al Future Film Festival del 2007 sottotitolati in italiano.
In Australia la licenza della serie venne acquisita da Siren Visual nel 2012 e distribuita in DVD il 24 gennaio 2013.